# Ильина, Жанна
Жанна Ильина — советская фигуристка, бронзовый призёр чемпионата СССР 1978 года в женском одиночном катании.
Выступала в одиночном катании, затем в парном катании с Александром Власовым.
К 1979 пара выполняла сложнейшие элементы мирового уровня — подкрутки тройной лутц и аксель в два с половиной оборота, и особенно выбросы — тройной риттбергер и аксель в два с половиной оборота. Однако острейшая конкуренция на внутрисоюзных соревнованиях не позволяла пробиться в сборную СССР.

## Спортивные достижения
Одиночное катание.
| Соревнования/Сезоны | 1976-1977 | 1977-1978 |
| ------------------- | --------- | --------- |
| Чемпионаты Европы   | 11        | 13        |
| Чемпионаты СССР     |           | 3         |

В паре с Александром Власовым.
| Соревнования/Сезоны              | 1979-1980 |
| -------------------------------- | --------- |
| Приз газеты «Московские новости» | 3         |